# Mount Holly (Vermont)
Mount Holly és una població dels Estats Units a l'estat de Vermont. Segons el cens del 2000 tenia 1.241 habitants.

## Demografia
Segons el cens del 2000, Mount Holly tenia 1.241 habitants, 494 habitatges, i 341 famílies. La densitat de població era de 9,7 habitants per km².
Dels 494 habitatges en un 32,6% hi vivien nens de menys de 18 anys, en un 58,9% hi vivien parelles casades, en un 6,9% dones solteres, i en un 30,8% no eren unitats familiars. En el 22,7% dels habitatges hi vivien persones soles el 9,1% de les quals corresponia a persones de 65 anys o més que vivien soles. El nombre mitjà de persones vivint en cada habitatge era de 2,51 i el nombre mitjà de persones que vivien en cada família era de 2,94.
Per edats la població es repartia de la següent manera: un 26,3% tenia menys de 18 anys, un 4,6% entre 18 i 24, un 30,9% entre 25 i 44, un 26,4% de 45 a 60 i un 11,8% 65 anys o més.
L'edat mediana era de 39 anys. Per cada 100 dones de 18 o més anys hi havia 102,9 homes.
La renda mediana per habitatge era de 41.364 $ i la renda mediana per família de 44.821 $. Els homes tenien una renda mediana de 31.761 $ mentre que les dones 26.985 $. La renda per capita de la població era de 20.337 $. Entorn del 5,5% de les famílies i el 9,7% de la població estaven per davall del llindar de pobresa.